# Cosmic Girl (Jamiroquai)
Cosmic Girl is een nummer van de Britse band Jamiroquai uit 1996. Het is de tweede single van hun derde studioalbum Travelling without Moving.
Het nummer werd een grote hit in het Verenigd Koninkrijk, waar het de 6e positie behaalde. Hoewel de plaat in Nederland slechts een 12e positie in de Tipparade bereikte, en in Vlaanderen een 2e positie in de Tipparade, werd het toch een radiohit in het Nederlandse taalgebied.
In de bijbehorende videoclip rijdt frontman Jay Kay rond in een dure sportauto. Dit kwam hem op kritiek te staan vanwege Kay's standpunten over het milieu. Critici verweten Kay hypocrisie, omdat Kay eerder gezegd heeft erg begaan te zijn met het milieu.